# Ellen van Langen
Ellen van Langen, född den 9 februari 1966 i Oldenzaal, är en nederländsk före detta friidrottare som tävlade under 1990-talet på 800 meter.
van Langen började tävla i friidrott efter att tidigare spelat fotboll. Hennes första mästerskap var EM 1990 där hon slutade på fjärde plats. Vid VM 1991 i Tokyo lyckades hon inte ta sig vidare till finalen. Året efter vid OS 1992 i Barcelona blev hon oväntat segrare och noterade sitt personliga rekord 1.55,54. Storfavoriten och den regerande världsmästaren Lilia Nurutdinova slutade tvåa. van Langen deltog även vid VM 1995 i Göteborg där hon slutade på sjätte plats. 
1998 avslutade hon sin aktiva karriär.